# Lecideopsella gelatinosa
Lecideopsella gelatinosa är en svampart som beskrevs av Höhn. 1909. Lecideopsella gelatinosa ingår i släktet Lecideopsella och familjen Schizothyriaceae.   Inga underarter finns listade i Catalogue of Life.